# Laura Harring
Laura Elena Martínez Harring (3 de març de 1964, Los Mochis, Sinaloa), és una actriu mexicana del cinema estatunidenc. Als 10 anys la seva família es mudà a San Antonio (Texas), i als 16 anys anà a estudiar a Suïssa. Després de viatjar pel món tornà als Estats Units per participar en el concurs Miss USA el qual guanyà, i convertir-se en la primera llatinoamericana a obtenir aquest títol. Seguí viatjant pel món i a Europa conegué al Comte Carl von Bismarck amb el qual es casà i adoptà el títol de Comtessa. El 1963 obtingué un petit paper en la telenovel·la General Hospital i després d'alguns anys inicià la seva llarga carrera cinematogràfica.

## Biografia
Harring va néixer a Los Mochis, Sinaloa, Mèxic, el 3 de març de 1964. La seva mare, María Elena Martínez-El Caire, és professora espiritual, inversora immobiliària i exsecretaria. El seu pare, Raymond Herring, era un desenvolupador i agricultor orgànic d'ascendència austríaca-alemanya. Els dos es van divorciar el 1971. Harring va viure els primers deu anys de la seva vida a Mèxic, abans que la seva família es traslladés a San Antonio, Texas. Harring va patir una ferida del cap d'una bala del 45 als 12 anys. Amb 16 anys, va convèncer a la seva família per estudiar a Suïssa a l'Aiglon College. Finalment va tornar als Estats Units, establint-se a El Paso, Texas i va entrar al món dels concursos de bellesa. Va guanyar el títol de Miss El Paso USA, i poc després, Miss Texas USA, guanyant finalment el títol de Miss EUA 1985. Harring va passar l'any següent viatjant per Àsia, explorant Europa i treballant com a treballadora social a l'Índia,

## Carrera

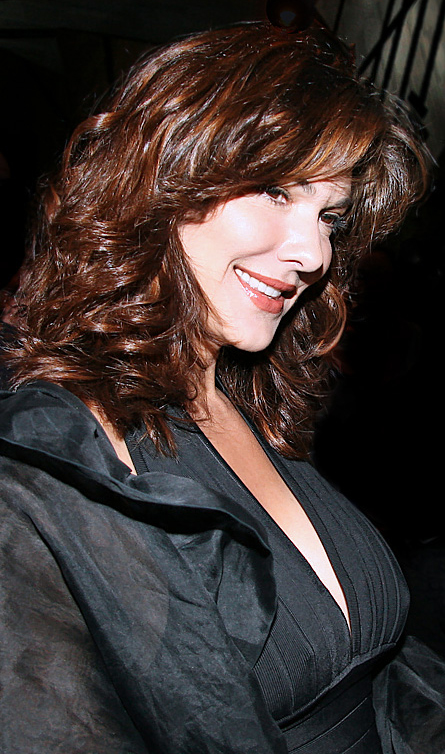
Laura Harring al Festival de cinema Internacional de Toronto, 2008.

Harring va estudiar teatre a l'Acadèmia de les Arts Escèniques de Londres, havent-se format en la Commedia dell'arte italiana, així en danses llatines, incloent el tango argentí. Va començar la seva carrera com a actriu en la pel·lícula Silent Night, Deadly Night 3: Better Watch Out! Harring va fer el paper d'ajudant de Jerri, un assistent de vol i promesa d'un dels germans de la protagonista, Chris, que se'ls uneix pel sopar familiar a casa de la seva àvia. A la televisió va representar la dona del personatge de Raúl Juliá en el telefilm de la NBC The Alamo: 13 Days to Glory (1987). Va ser presentada per productors de NBC després de veure-la en la transmissió de Miss USA i va contactar-hi.
El 1990, Harring va ser l'actriu principal en el llançament del film de Columbia Pictures The Forbidden Dance, on va interpretar el paper de Nisa, una princesa brasilera que viatja a Los Angeles per evitar que una corporació demoleixi la seva llar familiar. Aquell mateix any va començar un paper recurrent a la telenovel·la Hospital general de l'ABC, com a Carla Greco. Els següents anys va tenir papers secundaris en pel·lícules com Exit to Eden (1994), i Black Scorpion II: Aftershock (1997). El 1997 va interpretar el paper de Paula Stevens en la telenovel·la NBC Sunset Beach. Després d'abandonar l'espectacle, va protagonitzar Frasier en l'episodi "Dial M for Martin", i va aparèixer en la comèdia Little Nicky.
Harring és més coneguda per la seva actuació a la pel·lícula de David Lynch Mulholland Drive (2001), davant de Naomi Watts i Justin Theroux. Va fer els dos personatges de "Rita" (una amnesica que s'autoanomena Rita Hayworth quan veu el nom en un cartell de la pel·lícula Gilda) i "Camilla".
Com a resposta per la seva actuació i la seva tria pel paper, el crític Roger Ebert va escriure, "No gaires actrius s'atrevirien prou per autoanomenar-se Rita Hayworth, però Harring si, perquè pot. De vermell i voluptuosa en el vestuari, tot el que ha de fer és ser-hi i és el primer bon argument en 55 anys per un remake de Gilda." Les comparacions també es van fer entre Harring i Ava Gardner per l' ''International Herald Tribune.

## Filmografia
| Any  | Pel·lícula                                      | Paper                         | Notes                              |
| ---- | ----------------------------------------------- | ----------------------------- | ---------------------------------- |
| 1987 | The Alamo: Thirteen Days to Glory               | La núvia de Santa Anna        | com Laura Martinez Harring         |
| 1988 | Desperado: Avalanche at Devil's Ridge           |                               |                                    |
| 1988 | Beauty and the Beast                            | Carmen                        | 1 episodi                          |
| 1989 | Alien Nation                                    |                               | 1 episodi, com Laura M. Herring    |
| 1989 | Silent Night, Deadly Night 3: Better Watch Out! | Jerri                         | com Laura Herring                  |
| 1990 | The Forbidden Dance                             | Nisa                          | com Laura Herring                  |
| 1990 | General Hospital                                | Carla Greco                   | episodis, 1990–1991                |
| 1991 | Dead Women in Lingerie                          | Marcia                        | com Laura Herring                  |
| 1992 | Baywatch                                        | Princesa Catherine Randenberg | 1 episodi, com Laura Herring       |
| 1993 | Rio Diablo                                      | Maria Benjamin                |                                    |
| 1993 | Blossom                                         | Infermera                     | 1 episodi                          |
| 1994 | Exit to Eden                                    | MC Kindra                     |                                    |
| 1995 | Empire                                          | Gabriella Cochrane            | sèrie TV                           |
| 1995 | Flipper                                         | Garcia                        | 3 episodis, 1995–1996              |
| 1996 | Baywatch Nights                                 | Charlotte 'Charlie' McBride   | 1 episodi                          |
| 1996 | Silk Stalkings                                  | Paula Houston / Yvette        | 2 episodis, 1996–1999              |
| 1997 | Sunset Beach                                    | Paula Stevens                 |                                    |
| 1997 | Black Scorpion II: Aftershock                   | Babette                       |                                    |
| 1997 | Hoover Park                                     | desconegut                    |                                    |
| 1997 | California                                      | Christina Guevara             |                                    |
| 1998 | Frasier                                         | Rebecca Wendell               | 1 episodi                          |
| 2000 | A Family in Crisis: The Elian Gonzales Story    | Marisleysis Gonzalez          | com Laura Elena Harring            |
| 2000 | Little Nicky                                    | Mrs. Dunleavy                 |                                    |
| 2000 | Black Scorpion                                  | Ariana                        | 1 episodi                          |
| 2000 | Final Payback                                   | Gina Carrillo                 |                                    |
| 2000 | Feather Pimento                                 | Dona de vermell               |                                    |
| 2001 | Mulholland Drive                                | Rita                          | com Laura Elena Harring            |
| 2002 | John Q                                          | Gina Palumbo                  |                                    |
| 2002 | Sense control (Derailed)                        | Galina Konstantin             |                                    |
| 2002 | Rabbits                                         | Jane                          |                                    |
| 2003 | Willard                                         | Cathryn                       |                                    |
| 2003 | The Poet                                        | Paula                         |                                    |
| 2003 | SVU                                             | Joan Quentin                  | 1 episodi, com Laura Elana Harring |
| 2003 | Mi Casa, Su Casa                                | Catalina                      |                                    |
| 2004 | El castigador (The Punisher)                    | Livia Saint                   |                                    |
| 2005 | All Souls Day: Dia de los Muertos               | Martia                        |                                    |
| 2005 | The King                                        | Twyla                         |                                    |
| 2006 | Inland Empire                                   | Jane Rabbit                   |                                    |
| 2006 | Ghost Son                                       | Stacey                        |                                    |
| 2006 | Walkout                                         | Francis Crisostomo            |                                    |
| 2006 | The Shield                                      | Rebecca Doyle                 | 8 episodis                         |
| 2007 | My Neighbor's Keeper                            | Kate Powell                   |                                    |
| 2007 | Nancy Drew                                      | Dehlia Draycott               | com Laura Elena Harring            |
| 2007 | Love in the Time of Cholera                     | Sara Noriega                  |                                    |
| 2008 | One Missed Call                                 | Mare de Beth                  |                                    |
| 2008 | The Caller                                      | Eileen                        |                                    |
| 2008 | Drool                                           | Anora                         |                                    |
| 2009 | Gossip Girl                                     | Evelyn Bass/Elizabeth         | 4 episodis                         |
| 2010 | Law and Order: Criminal Intent                  | Marta                         | 1 episodi                          |
| 2011 | Elwood                                          | Julie Jacobs                  | Curt                               |
| 2012 | Return to Babylon                               | Alla Nazimova                 |                                    |
| 2012 | NCIS: Los Angeles                               | Julia Feldman                 | 1 episodi                          |
| 2013 | Return to Babylon                               | Alla Nazimova                 |                                    |
| 2014 | Ice Scream                                      | Wendy                         |                                    |
| 2014 | Taco Shop                                       |                               |                                    |
| 2014 | Manson Girls                                    | Alice Rainer                  |                                    |
| 2014 | Sex Ed                                          | Lupe                          |                                    |
| 2016 | The Thinning                                    | Georgina Preston              |                                    |
| 2016 | Inside                                          | La dona                       |                                    |